# Clypeoniscus sarsi
Clypeoniscus sarsi là một loài chân đều trong họ Cabiropidae. Loài này được Nierstrasz & Brender à Brandis miêu tả khoa học năm 1931.